# Tak Miyazawa
Tak Miyazawa（タク・ミヤザワ、1982年7月29日 - ）は、日本の音楽プロデューサー、作曲家、編曲家。長野県出身。

## 来歴
2003年1月、バークリー音楽大学に入学。2006年、大学を卒業。
2008年よりSUPA LOVEに所属し、作曲家・編曲家として楽曲提供、編曲に参加。テレビドラマやアニメなどの映像メディアの音楽を中心に、幅広い活動を展開している。
2019年、SUPA LOVEを退社し、フリーランスとして活動開始。同年、ヴォーカリストのMYOと音楽ユニット「君の声を僕は知らない」を結成。

## 提供作品

### テレビアニメ
- セントールの悩み（劇中音楽担当）
- 七星のスバル（音楽担当）

### コンサート
- HYDE 『Christmas Concert 2017 -黑ミサ TOKYO-』 （オーケストラ編曲）

### 音楽提供
- 坂詰美紗子
  - キレイ好きに見えるように（編曲）
- 島谷ひとみ
  - タイム・アフター・タイム～時の果てまで～（編曲）
- dorlis
  - 泣いても泣いても（編曲）
- CLIFF EDGE
  - また二人で… ～あの日の帰り道～ feat.RSP（編曲）
  - キミからの贈り物（編曲）
  - JAM ～絶望の夜を越えて～（編曲）
- Tina
  - PRIDE（編曲）
  - Mr.Pretender（作曲）
  - Time to say goodbye（編曲）
- Sunya
  - アイラブユーの五文字（編曲）
- rhythmic
  - 恋花-KOIHANA-（編曲）
- 木下秀吉（加藤英美里）
  - マサカマジカ?ナゼカマジカ!（作曲・編曲）
- 呉建豪
  - Destiny（作曲・編曲）
- SKE48 (team KII)
  - 嘘つきなダチョウ（編曲）
- HanaH
  - また笑って会えたら（編曲）
- Mye
  - Baby Baby Baby ～愛の教訓～（編曲）
  - 花（編曲）
  - 20年分のラブレター（編曲）
- アンミカ
  - 桃色吐息（編曲）
  - (THEY LONG TO BE) CLOSE TO YOU（編曲）
  - 糸（編曲）
  - 言葉にできない（編曲）
  - 卒業写真（編曲）
  - 木蘭の涙（編曲）
  - 星影の小径（編曲）
  - L-O-V-E（編曲）
  - 元気を出して（編曲）
- 泉彩世子（編曲）
  - アイリス（編曲）
- 乙女新党
  - ときめき☆パラドックス（編曲）
  - 2学期デビュー大作戦!!（編曲）
- T-ARA
  - My Sea（編曲）
- 柿原徹也 & 羽多野渉
  - MESSAGE（作曲・編曲）
- AFTERSCHOOL
  - Dress code ～Theme of "Dress to kill"～（編曲）
  - Killing eyes ～End of "Dress to kill"～（編曲）
- LinQ
  - シュワシュワシュワリ（編曲）
  - BATON（編曲）
  - My Letter（編曲）
  - FRONTIER（編曲）
- marina
  - 運命ノ花（編曲）
- KinKi Kids
  - EXIT（編曲）
- 堀江由衣
  - Happy End（作曲・編曲）
- X21
  - チャイム鳴ったら...（編曲）
- 今井麻美
  - 朝焼けのスターマイン（編曲）
- 原由実
  - Butterfly effect（作曲・編曲）
  - 水の中のファンタジー（編曲）
- M!LK
  - 僕の枕ちょーだいっ!（編曲）
  - まっしろサンライズ（編曲）
- 華原朋美
  - Back to 1995 Intro（編曲）
  - ズルい女 feat.はたけ(シャ乱Q)（編曲）
  - Feel Like dance（編曲）
  - ら・ら・ら feat.大黒摩季（編曲）
  - WOW WAR TONIGHT ～時には起こせよムーヴメント～（編曲）
  - もっと もっと…（編曲）
  - Hello,Again ～昔からある場所～（編曲）
  - masquerade（編曲）
  - TOMORROW（編曲）
  - ゲレンデがとけるほど恋したい（編曲）
  - LOVE LOVE LOVE（編曲）
- 山崎エリイ
  - Zi-Gu-Za-Gu Emotions（作曲・編曲）
- 彩音
  - On my way（編曲）
  - 神様のシンドローム（編曲）
- ミルキィホームズ
  - Heart Mystery（作曲・編曲）
- 水嶋咲（小林大紀）
  - フェイバリットに踊らせて（編曲）
- 山崎育三郎
  - 夏の終りのハーモニー（編曲）
  - また逢う日まで（編曲）
- 内田彩
  - Under Control（作曲・編曲）
  - ソレイユを臨んで（作曲・編曲）
- 悠木碧
  - 永遠ラビリンス（編曲）
- 小林幸子
  - 存在証明（編曲）
- 福原遥×戸松遥
  - It's Show Time!!（作曲・編曲）
- Apricot Regulus
  - ミチ☆ミチル（作曲・編曲）
- たこやきレインボー
  - 疾風（作曲・編曲）
- EXID
  - Cookie & Cream（作曲・編曲）
- 雉野つよし（鈴木浩文）
  - マイワイフ is マイライフ（作曲・編曲）
- ソノザ（タカハシシンノスケ）
  - What's EMO（作曲・編曲）[2]

### リミックス
- 坂詰美紗子
  - さよならもありがとうも言えない -Tak's Urban Soul Mix-
- Mye
  - ぎゅっと。 -Tak's reSoul Mix-